# BSV Solingen 98
BSV Solingen 98 was een Duitse voetbalclub uit Solingen, Noordrijn-Westfalen.

## Geschiedenis
De club werd opgericht in 1898 als BV Solingen 98, door enkele spelers van Solinger FC 95 om zo meer concurrentie te krijgen in de stad. De club sloot zich aan bij de West-Duitse voetbalbond en ging in de Bergse competitie spelen.
Kort voor het begin van de Tweede Wereldoorlog waren er gespreken om te fuseren met Solinger FC 95, maar dit sprong af door de oorlog. Wel stelden beide clubs samen een oorlogsploeg op.
In 1970 fuseerde de club met stadsrivaal Solinger FC 95 tot Solinger SC 95/98.

## Erelijst
Kampioen Berg
1907, 1908, 1909, 1910